# Cancelleria Federal Suïssa
La Cancelleria Federal Suïssa (alemany: Bundeskanzlei, francès: Chancellerie fédérale, italià: Cancelleria federale) és una agència amb rang departamental de l'Administració Federal Suïssa. La seva tasca és l'organització del personal del govern federal, el Consell Federal de Suïssa. Des del 2016 és dirigida pel Canceller Federal Walter Thurnherr del Partit Popular Democristià de Suïssa.

## Història
La Cancelleria Federal va ser establerta el 1803 gràcies a l'Acta de Mediació proclamada per Napoleó Bonaparte. Fins que l'estat federal no va ser establert el 1848, la cancelleria va ser una de les poques administracions permanents de la Confederació Suïssa. Abans de l'establiment de la Cancelleria les seves tasques les duia a terme el Tagsatzung.
Durant els primers anys el Canceller Federal s'encarregava de la gestió del protocol i l'agenda del Tagsatzung, escriure i imprimir les notes de recés, la correspondència dels diversos cantons amb altres nacions, i per acabar, el manteniment dels Archius Federals.
Després del 1848, la Cancelleria va ser vinculada administrativament al Departament Federal d'Afers Domèstics fins que el 1895, quan va passar a estar vinculat al Departament Federal d'Afers Exteriors. Finalment el 1967 va esdevenir un òrgan administratiu independent.
Des del 2017 la Llei Federal Linguística (Sprachengesetz, Loi sur les langues, Legge sulle lingue, Lescha da linguas) indica que "l'ús de llengua oficial ha de ser adequat, clar i intel·ligible així com no sexista.". Tot i així a la pràctica l'ús de llenguatge no sexista només s'ha assolit a la secció alemanya de la Cancelleria Federal, la qual l'emplea en tots els seus texts oficials des del 1998. En canvi les seccions francesa i italiana de la Cancelleria segueix fent un ús més freqüent i abundant de mots masculins.

## Organització i funcions
La Cancelleria és divideix en tres sectors diferents. El Canceller és el cap del Sector del Canceller Federal, (encarregat de la planificació i la secció d'estratègia), la secció de Serveis Interns, la secció de Drets Polítics, la força d'entrenament de crisis federals de l'Administració Federal, i del Sector de Processos de Manteniment.
Els altres dos sectors estan liderats pels dos Vicecancellers: el Sector del Consell Federal gestiona l'agenda de les reunions del Consell. Aquest sector compren la Secció per Afers del Consell Federal, la Secció Legal, el Centre de Publicacions Oficials i el Centre de Serveis Linguístics. El Sector d'Informació i Comunicació el lidera el vicecanceller André Simonazzi; aquest rol també va assumir l'any 2000 la tasca de ser el portaveu del Consell Federal. Aquest sector també inclou la Secció d'e-Govern, la Secció de Comunicacions de Suport i el Fòrum Polític de la Confederació.
Per raons administratives, el Comissari Federal de la Protecció de Dades i Informació està afiliat a la Cancelleria Federal. El Comissari és responsable de supervisar a autoritats federals i cossos privats pel que refereix a la protecció de dades i el Dret d'accés a la informació pública.

## Càrrecs

### Canceller Federal
Article principal: Canceller de Suïssa
El Canceller Federal és escollit pel Parlament per un mandat de quatre anys, generalment el mateix que el del Consell Federal. Inicialment el càrrec complia la funció de magistrat, però va anar perdent poder i importància fins que el 1918 es va convertir en un càrrec que s'atorgava a treballadors públics amb una distingida carrera professional. Però el 1967 arrel de l'Escàndol dels Mirrage (avions de combat) el càrrec va guanyar poder de nou convertint-se en el Cap de Personal del Consell Federal.

### Vicecanceller
Inicialment anomenat Secretari Federal (Bundesschreiber), el càrrec de Vicecanceller es va establir el 1851 com a Canceller Federal Segon, i posteriorment el 1881 formalment com a Vicecanceller. La seva missió era aportar un equilibri entre les diferents representacions geogràfiques i lingüístiques del país; així doncs des del 1895 és tradició nombrar un Vicecanceller Segon provinent d'un cantó de parla francesa en el cas que tant el Canceller com el Vicecanceller siguin Suïssos-Alemanys. La posició de Vicecanceller Segon es va convertir en posició permanent el 1967.
A diferència del Canceller Federal, els Vicecancellers no són escollits pel Parlament, sinó que són nomenats directament pel Consell Federal.
Quan l'any 2005 els dos Vicecancellers dimitissin conjuntament va tenir lloc una crisis de representació lingüística a la Cancelleria ja que el substïtut (Oswald Sigg) era Suís-Alemany, igual que l'altra nova Vicecancellera (Corina Casanova) i la Cancellera (Annemarie Huber-Hotz), comportant doncs que tots tres rols estaven ocupats per suïssos-alemanys i cap per algú provinent d'un cantó francés. La crisis va perdurar i augmentar quan tres anys després Corina Casanova va ser escollida Cancellera Federal i es va designar el seu substitut com a Vicecancellera: Thomas Helbing, un altre suís-alemany. Aquest fet va ser rebut negativament i amplament criticat per diversos sectors polítics ja que hauria pogut solucionar la falta de representació geogràfica i lingüística que portava quatre anys tenint lloc, i no es va fer res al respecte. Finalment la crisis es va resoldre amb la recuperació de l'equilibri tradicional quan André Simonazzi (suís-francès) va ser nomenat Vicecanceller.